# Michael Kramer (Drama)
Michael Kramer ist ein naturalistisches Drama in vier Akten des deutschen Schriftstellers Gerhart Hauptmann aus dem Jahr 1900. Die Uraufführung fand am 21. Dezember desselben Jahres im Deutschen Theater Berlin statt.

## Inhalt

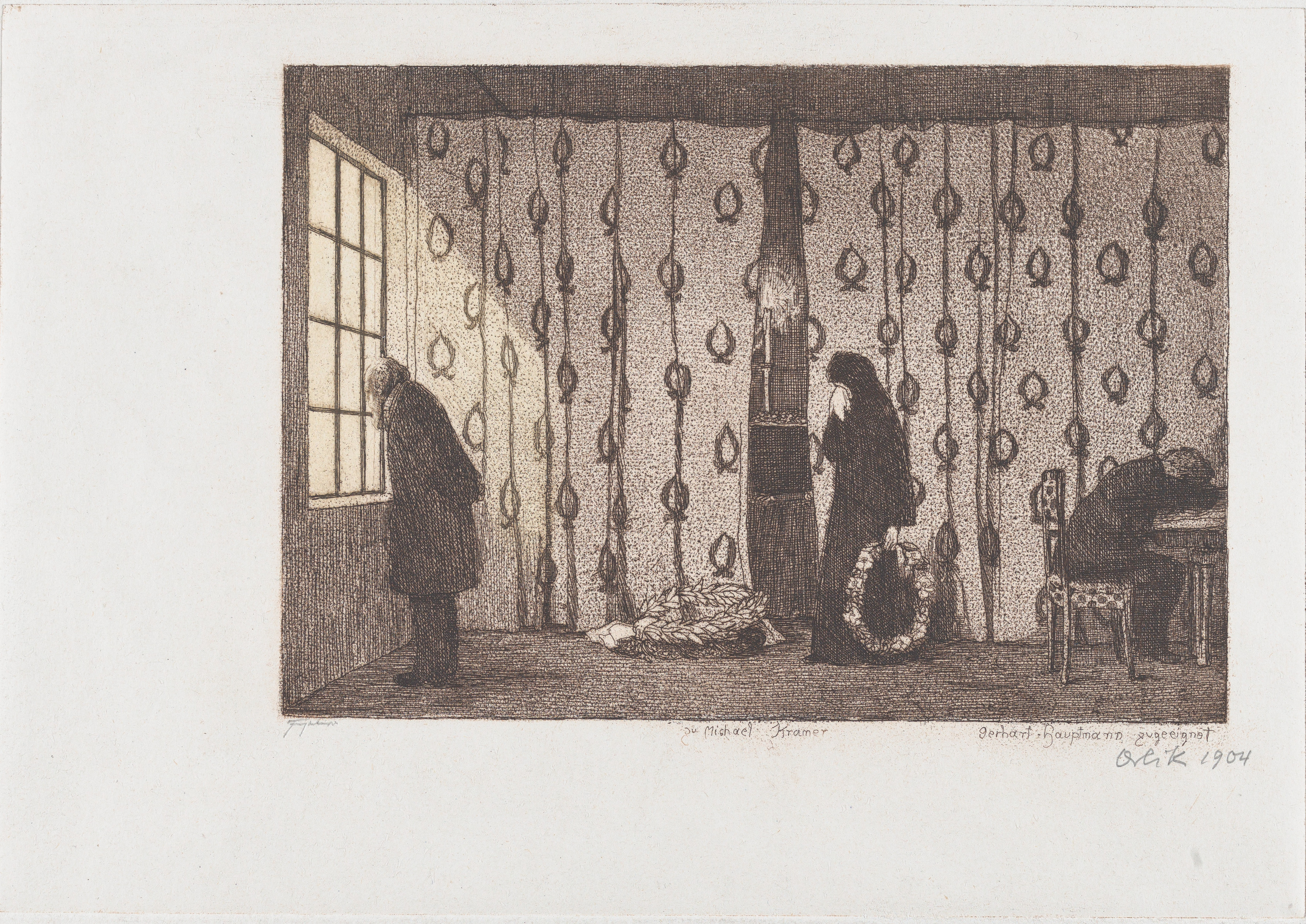
Emil Orlik: Michael Kramer, 1904

Der Maler Michael Kramer hat es durch Fleiß und Strebsamkeit zu einer Stelle als Lehrer an einer staatlichen Kunstschule gebracht. Bei aller Begeisterung, die er auch seinen Schülern vermitteln kann, sieht er sich doch nicht als „überragende Begabung“ an. Vor allen Dingen hadert er damit, dass er seit Jahren an seinem großen Werkprojekt, einer Christusdarstellung, nicht recht weiterkommt.
Er hat auch seine Kinder zu Malern ausgebildet, mit unterschiedlichem Erfolg. Seine Tochter Michaline ist ebenso fleißig und strebsam wie er, allerdings hat sie es schwer bei ihrem Vater, da er sie nicht als besonders talentiert ansieht. Ganz anders bei seinem Sohn Arnold, in dessen Skizzen der Vater künstlerisches Genie erkennt. Arnold aber hat sich zu einem „Taugenichts“ und nächtlichen Herumtreiber entwickelt, der außer zu kleineren Karikaturen zu nichts Antrieb findet und das ihn umgebende „Spießer“-Leben ablehnt.
(1. Akt) Die Kramers erhalten Besuch durch das zerstrittene Ehepaar Lachmann. Ernst Lachmann war vor Jahren begeisterter Student Kramers, hat jedoch künstlerisch nicht den Durchbruch geschafft und verdingt sich im Brotberuf als Zeitungsschreiber. Sein Erscheinen ist auch ein Besuch der Stätte seiner verflossenen Jugend, als er ein Auge auf Michaline geworfen hatte.
(2. Akt) Der Konflikt zwischen Vater und Sohn spitzt sich einmal wieder zu, nachdem die Wirtstochter Liese Bänsch sich bei Kramer beschwert hat, dass Arnold sie belästige, indem er sie als Restaurantgast nicht in Ruhe lasse und sie stundenlang anstarre. Kramer erkennt, dass sein Sohn auf einem sehr gefährlichen Weg ist und versucht ihn unter Flehen und Drohen umzustimmen, doch Arnold gibt sich äußerlich ungerührt und lügt seinen Vater an.
(3. Akt) Auch am folgenden Abend sucht Arnold wieder das Restaurant Bänsch auf. Wie üblich versucht er erfolglos ein Gespräch mit der Wirtstochter anzufangen und legt sich mit den Stammtischbrüdern an – bürgerlich gediegene, jedoch rohe und zynische Leute. Auch Liese wird Gegenstand der Geschmacklosigkeiten der Herren, zu denen ihr Verlobter gehört. An jenem Abend eskalieren die Scharmützel im Stammtischzimmer so weit, dass Arnold einen Revolver zieht. Die Herren können ihm den Revolver entreißen, aber Arnold schafft es, ihnen zu entfliehen. Michaline und Lachmann, die zufällig in der Wirtshalle sitzen, werden Zeugen der Flucht und machen sich auf die Suche nach Arnold.
(4. Akt) In Kramers Atelier liegt Arnold aufgebahrt, den man am anderen Morgen aufgefunden hat. Offenbar hatte er sich selbst getötet. Die Anwesenden – Michael Kramer, Michaline, Lachmann und zeitweise Liese Bänsch – versuchen, das Geschehene zu verarbeiten. Der Vater reflektiert seine schwierige Beziehung zu seinem verstorbenen Sohn, mögliche vergebene Gelegenheiten der Rettung sowie den Tod als Ausweg für einen verzweifelten Menschen, verherrlicht Arnold aber auch durch Bezüge zu Jesus Christus und Ludwig van Beethoven.

## Hintergrund
Hauptmann verarbeitete in diesem Drama auch autobiographische Elemente. Als Vorbild für die Figur des Michael Kramer stand ihm der Kunstgewerbe-Lehrer Albrecht Bräuer vor Augen. Sein eigenes Kunststudium (Bildhauerei) an der Königlichen Kunst- und Gewerbeschule in Breslau (an der Oder, seinerzeit Provinzhauptstadt) verlief wechselhaft und letztlich erfolglos. Er konnte sich nach dem Studium nicht als Bildhauer etablieren und wandte sich erst danach der Schriftstellerei zu. Sein bei der Abfassung des Dramas 14-jähriger Sohn Ivo zeigte bereits früh Interesse an der Malerei und wurde später ein bekannter Maler.

## Ausgaben
- Gerhart Hauptmann: Michael Kramer. Kindler, 1900.
- Gerhart Hauptmann: Michael Kramer, Drama in 4 Akten, S.Fischer, Berlin 1920-1942.
- Gerhart Hauptmann: Michael Kramer. Reclam, Stuttgart 1953-1994, ISBN 3-15-007843-1.

Derzeit im Buchhandel nicht in gedruckter Form lieferbar.
- Gerhart Hauptmann: Michael Kramer. E-Book, Paperless 2017, ISBN 978-88-260-2766-1.
- Volltext von Michael Kramer bei Projekt Gutenberg